# Telescopi Magellano
I telescopi Magellano (in inglese Magellan Telescopes) sono due telescopi ottici gemelli con uno specchio principale di 6,5 m di diametro, situati presso l'osservatorio di Las Campanas in Cile.
Uno dei due telescopi è intitolato all'astronomo Walter Baade, l'altro all'imprenditore e filantropo Landon T. Clay.
La prima luce per i due telescopi è avvenuta il 15 settembre 2000 per il telescopio Baade, e il 7 settembre 2002 per il telescopio Clay.
I due telescopi sono stati costruiti e vengono gestiti da una collaborazione tra Carnegie Institution of Washington, University of Arizona, Harvard University, University of Michigan e il Massachusetts Institute of Technology.

## Sistema di ottica adattiva

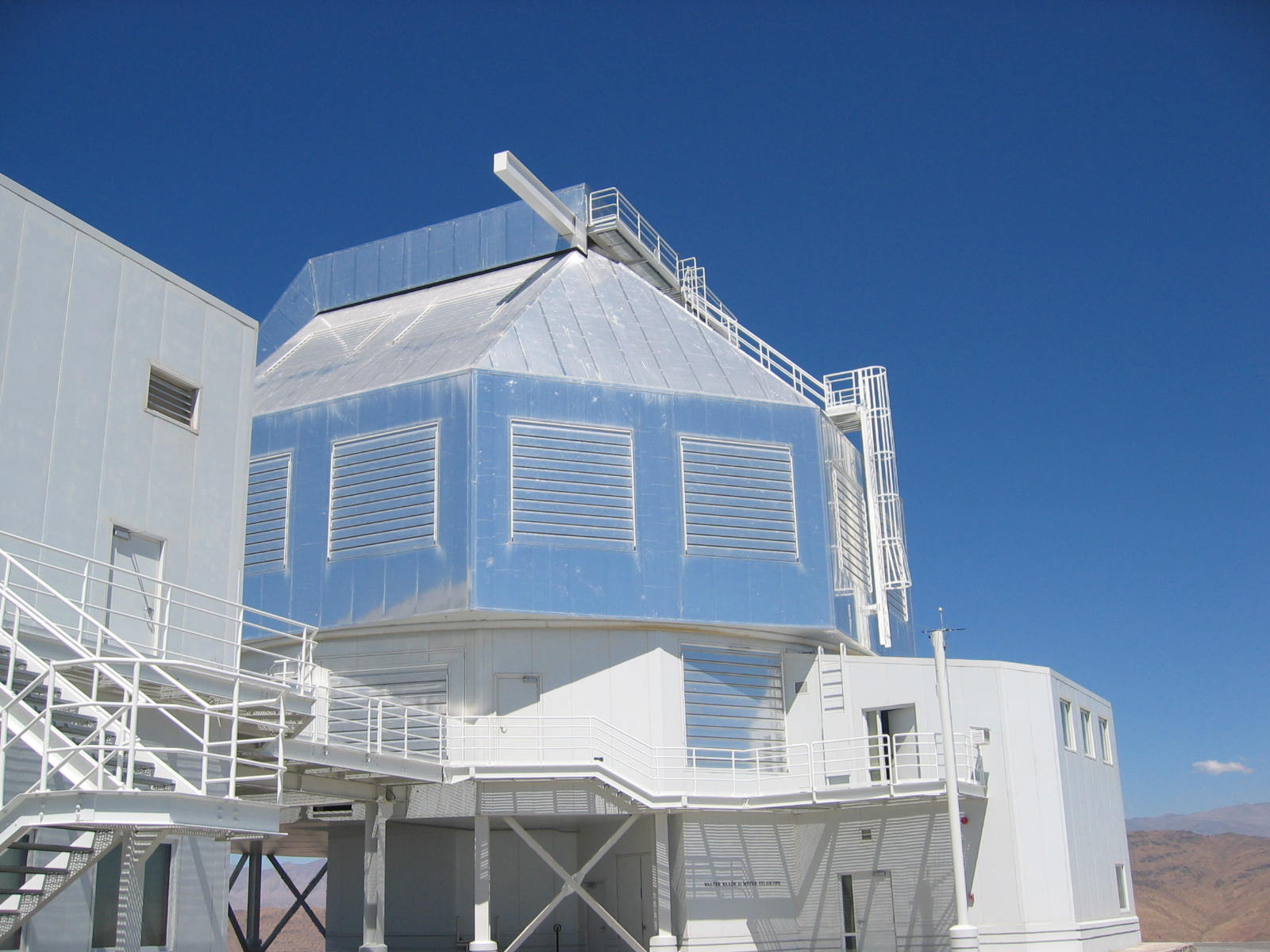
Uno dei telescopi

Nel 2013, il Clay (Magellan II) è stato dotato di uno specchio secondario adattivo, chiamato MagAO, che consente di acquisire immagini nitide con una risoluzione angolare di 0,02'' (arcosecondi).

## Strumentazione

### Strumenti montati sul telescopio Baade (M-I)[2]
- IMACS: l'Inamori Magellan Area Camera and Spectrograph è uno atrumento videocamera e spettrografo, montato sul telescopio Baade, con un campo di 24 arcmin.
- FourStar è una fotocamera che, operando nel vicino infrarosso a lunghezze d'onda tra 1 e 2,5 µm, ottiene immagini di 4069x4069 px, con una visuale di 10,9x10,9 arcmin ed una definizione di 1,6 arcsec. Impiega un'ottica a rifrazione e per osservare nel vicino infrarosso necessita di un raffreddamento dell'ottica a 200 K tramite dell'azoto liquido.[3]

### Strumenti montati sul telescopio Clay (M-II)
- LDSS-3: il Low Disperion Survey Spectrograph è uno spettrografo ad alta efficienza, inizialmente progettato per il Telescopio William Herschel, ma in seguito montato sul telescopio Clay. Ha una definizione di 0,189 arcsec/px e una visuale di 8,3 arcsec.
- MIKE: Il Magellan Inamori Kyochera Echelle è uno spettrografo a doppia scala.
- Carnegie Planet Finder (PFS) è uno spettrografo disponibile dal 2010 per la ricerca di esopianeti basato sulla valutazione dello spostamento Doppler negli spettri stellari, con una precisione migliore di 1 m/s-1. Copre lunghezze d'onda da 391 a 734 nm con potere risolutivo da 38.000, per fenditura di un arcsec, sino a 190.000.[4]